# 阪井一生
阪井一生（日语：／ Sakai Kazuki，1985年2月26日—）是日本的音樂家、吉他手、作曲家。大阪府松原市出身。現在是flumpool的吉他手。

## 相關項目
- flumpool
  - 山村隆太
  - 尼川元氣
  - 小倉誠司

## 外部連結
- flumpool阪井一生的X（前Twitter）